# Manuel II. Palaiologos
Manuel II. Palaiologos nebo Palaeologus (řecky: Μανουήλ Β΄ Παλαιολόγος, Manouēl II Palaiologos, 27. června 1350 – 21. července 1425) byl byzantský císař v letech 1391 až 1425.

## Život

### Před nástupem na trůn

#### Dětství a mládí
Manuel II. se narodil jako druhý syn císaře Jana V. a jeho manželky Heleny Kantakuzeny. O jeho dětství příliš nevíme.
Začátkem roku 1366 se Manuelův otec rozhodl cestovat na západ, aby požádal o pomoc proti Turkům. Vzal sebou i své syny, včetně Manuela. Janova žádost o pomoc však nebyla na západě vyslyšena, především proto, že západ pociťoval zášť vůči schizmatické Byzanci. Proto byl Jan nucen se vrátit, cestou zpět byl v Bulharsku i se svými syny zajat. Díky zásahu Janova bratrance Amadea VI. Savojského byli na jaře roku 1367 propuštěni, .

#### Manuel jako despota v Soluni

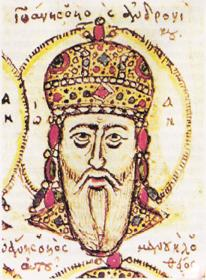
Jan V. Palaiologos, otec císaře Manuela

Později byl Manuel svým otcem jmenován despotou Soluňským, Soluň byla stále druhým největším a nejvýznamnějším městem říše. V květnu roku 1370 dorazil Manuelův otec do Benátek, kde chtěl vykoupit korunovační klenoty, které zastavila jeho matka Anna Savojská roku 1343, výměnou za 30 000 dukátů. Byzantinci nebyli schopni dluhy splatit. Jan proto předložil republice velkorysý návrh: nabídl republice významný ostrov Tenedos, 26 000 zlatých a 6 válečných lodí. Benátský dóže tento návrh přijal, a tehdy Janův nejstarší syn Andronikos IV., který mezitím vládl v Konstantinopoli jako regent s podporou Janova, odmítl předat ostrov Benátčanům. Jan V., který neměl ani peníze na zaplacení dluhů, ani peníze na návrat domů, se stal de facto vězněm Benátčanů.
Andronikos neudělal nic, aby otce osvobodil, ba naopak byl s nastalou situací spokojen. Právě Manuel se na to chopil iniciativy a obstaral potřebné finance k vyplacení svého otce Jana. Manuel dorazil do Benátek v březnu 1371 a díky němu byl Jan V. opět volný.

#### Povstání Andronika IV.

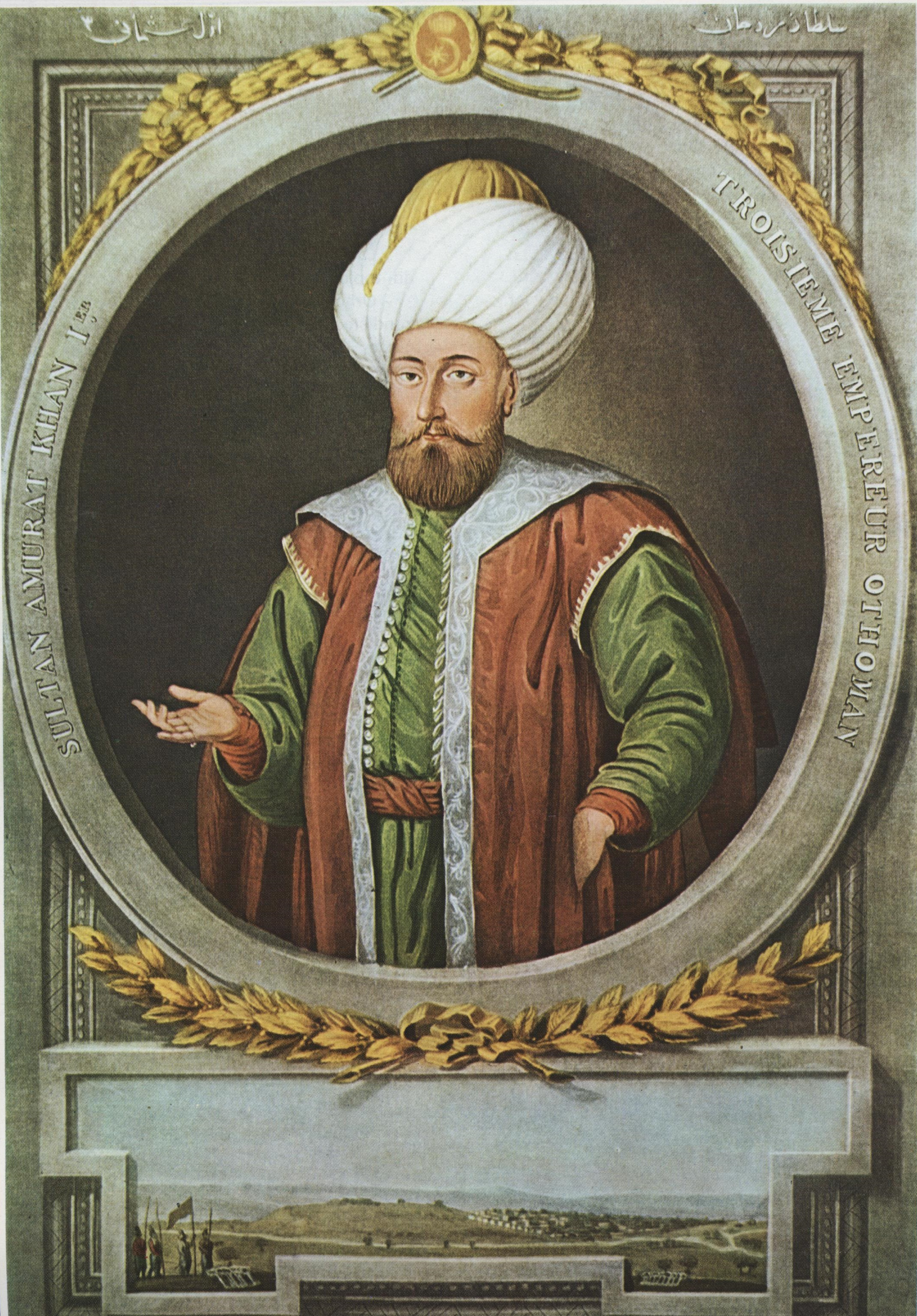
Sultán Murad I.

Roku 1373 byl Jan V. nucen složit vazalský slib sultánu Muradovi I. V květnu téhož roku se musel účastnit tažení sultána v Malé Asii. Mezitím se Andronikos IV. vzbouřil proti svému otci, avšak jeho vzpoura byla potlačena a Andronikos byl vyděděn. Jan nato povolal Manuela ze Soluně do Konstantinopole, kde byl Manuel 25. září 1373 korunován jako spolucísař. Andronikos byl zatím uvězněn ve věži Anema.
Roku 1376 se Andronikovi s pomocí Janova podařilo uprchnout. Poté přesvědčil sultána Murada, aby mu poskytl oddíly k dobytí Konstantinopole. Na oplátku se zavázal sultánovi předat Galiopolis. Sultán ochotně Andronikovi pomohl a ten oblehl Konstantinopol, kterou bránil Jan a Manuel. Nakonec se museli vzdát, vítězný Andronikos se prohlásil císařem a dal celou svou rodinu uvěznit ve stejné věži, kde byl do nedávna vězněn sám.
Roku 1379 se podařilo císařské rodině uprchnout ze zajetí do Chrysopole, kde tábořil Murad. Manuel navrhl sultánovi, že pokud jim pomůže dobýt zpět Konstantinopol, upevní se vazalství Byzance a navíc bude Osmanům předáno město Philadelfia, poslední byzantská država v Malé Asii. Sultán tedy nabídku přijal a poskytnul Manuelovi a Janovi armádu. Na svrhnutí Andronika měli zájem i Benátčané, kteří byli nespokojení s Andronikovou podporou Janovanů. Proto Benátky poskytly Manuelovi malou flotilu. 1. července 1379 vstoupili Manuel a Jan vítězně do Konstantinopole a Andronikos prchnul do Galaty, janovské kolonií za Zlatým rohem. Občanská válka pak trvala až do dubna roku 1380. Válka skončila dohodou mezi Janem V. a Andronikem, Jan opět přijal Andronika za svého dědice. Je přirozené, že se tím cítil Manuel zklamán,[zdroj?] avšak i přesto zůstal loajální ke svému otci. Roztrpčený Manuel odmítl uznat Osmanskou nadvládu.

#### Pád Soluně

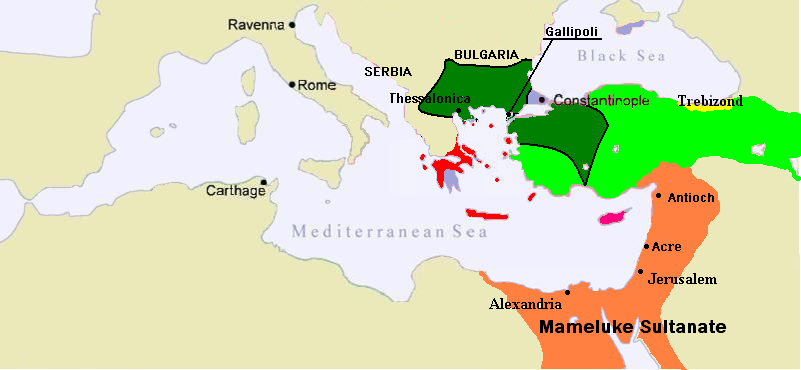
Byzantská říše roku 1389 (fialová barva)

Roku 1382 se Manuel vrátil do Soluně, kde opět vládl jako despota Soluňský. Manuel okamžitě napadl Turky, kteří obléhali město Serres ležící nedaleko Soluně a porazil je. Tato akce byla v přímém rozporu s politikou Manuelova otce. V září 1383 Serres padl do rukou Turků a velitel osmanského vojska poté poslal Manuelovi ultimátum, ve kterém žádal kapitulaci Soluně, jinak by poté, kdy obležené město padne, bylo vyvražděno. Manuel se odmítl vzdát, povolal všechny své poddané a vyzval je k obraně města a posílení hradeb. Obléhání Soluně začalo v říjnu 1383. Dobrou zprávou[zdroj?] pro Manuela bylo, že jeho bratr Andronikos v červnu 1385 zemřel a on se tak opět stal následníkem trůnu. Soluň se držela již tři a půl roku proti tureckému náporu, nyní se ukázala naděje, že by snad mohli přijít latinové na pomoc. Městu nikdo na pomoc nepřišel a morálka ve městě se podlomila, obránci začali jednat o kapitulaci. V dubnu 1387 Manuel kapituloval, aby zabránil povraždění civilního obyvatelstva a poté odešel na Lesbos.

#### Povstání Jana VII.
Manuel se za své chyby musel zpovídat otci. Ten opět uzavřel mír s Turky, ale požadoval nyní Manuelovo pokání. Ten musel zůstat dva roky ve vyhnanství na ostrově Lémnos. Teprve na jaře 1390 se mohl Manuel vrátit do Konstantinopole.
Proti Janovi V. však vypuklo nové povstání. Tentokrát se o trůn přihlásil Jan VII. Palaiologos, syn zemřelého Andronika IV. Jan VII. provedl vojenský převrat a Jan V. i Manuel byli nuceni se stáhnout do pevnosti Yedikule, kde po několik měsíců čelili obležení. Manuel se nakonec rozhodl hledat podporu a odešel na Lémnos, kde sehnal pět galér, s nimiž se poté vrátil v srpnu do Konstantinopole. V září stáhl Jan V. své muže z pevnosti a tajně přepadl svého vnuka, ten byl přinucen uprchnout z hlavního města.

#### Pád Filadelfie
Po svém vítězství se Manuel a Jan V. vrátili triumfálně do Blachernského paláce. Avšak jejich vítězství rozzuřilo nového sultána Bajezida I., který podporoval Jana VII. Ten požadoval účast Manuela i Jana VII. na svém tažení proti Filadelfii. Oba dva se museli na podzim roku 1390 účastnit obležení města. Město bylo vzato útokem a padlo. Paradoxem je, že se oba císařové museli přímo podílet na dobytí posledního byzantského města v Malé Asii.

### Císařská vláda

#### Nástup na trůn

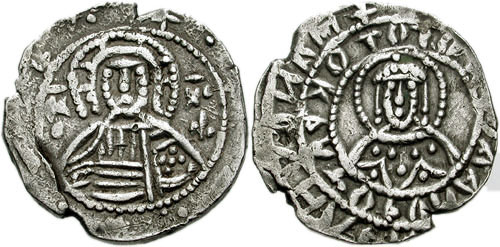
Hyperpyron císaře Manuela, zobrazující Krista a císaře

Dne 16. února 1391 císař Jan V. zemřel. Před svou smrtí si vybral Manuela za svého dědice. Manuel byl stále ve službách sultána, tentokrát v Burse, ve skutečnosti byl de facto zajatcem sultánského dvora. Manuel se navíc obával, že sultán prohlásí za císaře Jana VII. Proto se rozhodl k riskantnímu podniku a uprchl ze sultánova tábora. 7. března dorazil do Konstantinopole, kde si získal lid, když zajistil řádný pohřeb svému otci se všemi poctami.
V době, kdy nastoupil na trůn, bylo císaři už 40 let. Kroniky připomínaly, že vypadal vskutku královsky. Manuel se prý v mnohém podobal svému dědovi Andronikovi III., byl energický, měl dobré zdraví, miloval literaturu a studium teologie, kromě toho byl i dobrým vojevůdcem.
Roztrpčený sultán, který nevěděl, jak se Manuel dokázal zmocnit trůnu, ho chtěl ponížit. Přikázal, aby byla v Konstantinopoli tureckým obchodníkům přiřazena čtvrť, která nebude spadat pod císařské zákony, ale pod přímou zprávu tureckého místodržícího. V květnu 1391 vyzval Bajezid císaře, aby se po jeho boku účastnil jeho nového tažení proti městům u Černého moře.
Manuel se vrátil do Konstantinopole konečně někdy v polovině ledna 1392. Dne 10. února se pak slavila císařova svatba s Helenou Srbskou, dcerou srbského despoty ze Serres. Další dne, 11. února, se pak konala velkolepá korunovace, při níž chtěl Manuel alespoň trochu zvednout morálku konstantinopolských obyvatel.

#### Turecká blokáda Konstantinopole

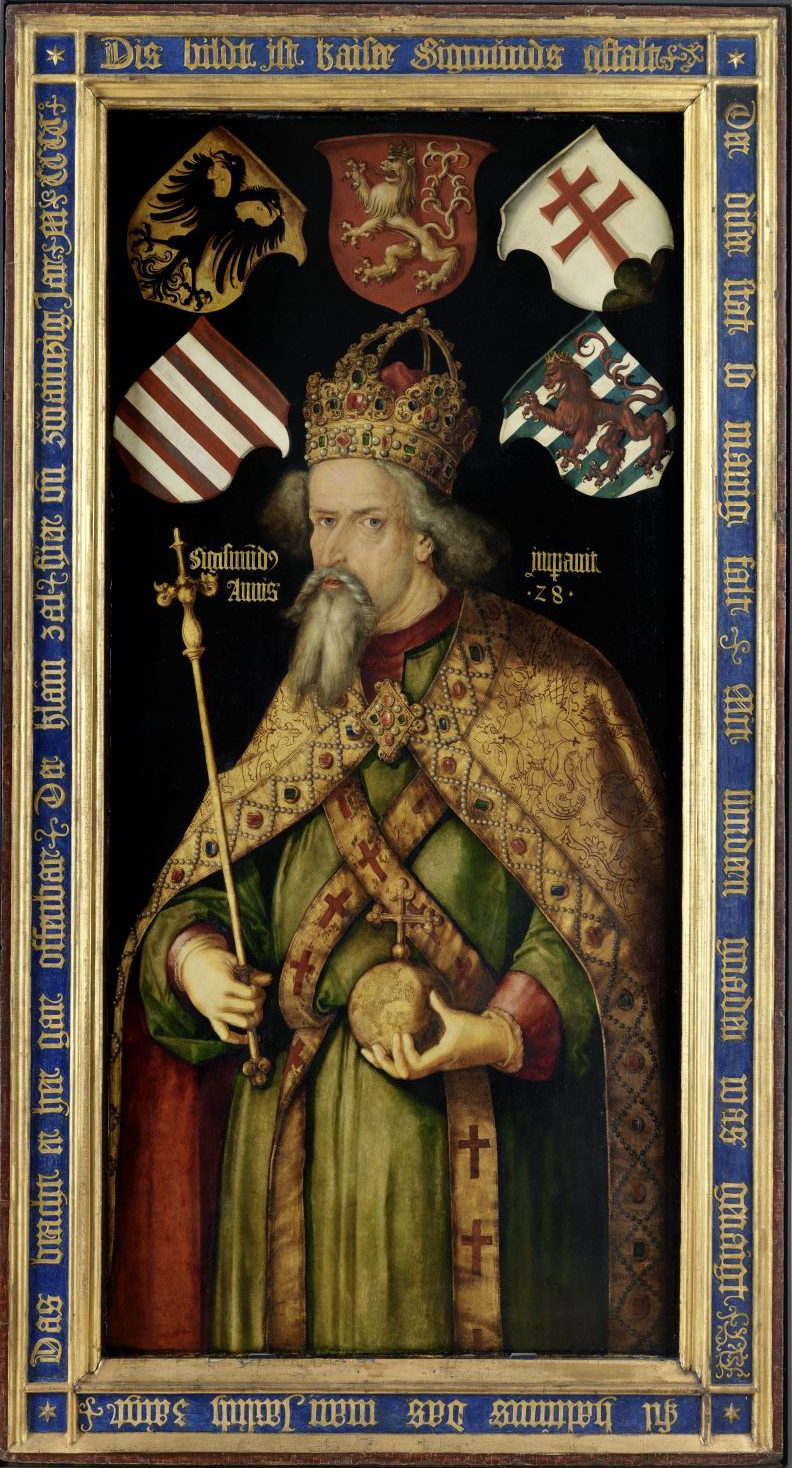
Zikmund Lucemburský

V zimě 1393–1394 se sultán Bajezid I. rozhodl odstranit všechny své křesťanské vazaly. Jeho plánem bylo svolat je všechny do Serres, kde rozbil tábor, a zde je chtěl nechat všechny zabít. Zavolal sem Manuela, Theodora I. Palaiologa (Despotu Morejského), Konstantina Dragaše (Srbského despotu a otce Manuelovy manželky), Jana VII. a srbského krále Štěpána III. Lazara. Každý z nich přišel a nevěděl o tom, že byli přizváni i ostatní. Když byli všichni pod jedním stanem, uvědomili si, že sultán je chce zabít. Naštěstí Bajezid přehodnotil své rozhodnutí a pouze jim řekl, že jakákoliv neposlušnost by se rovnala vyhlášení války. Poté je propustil.
Manuel věřil, že sultán je zrádný a nelze s ním žít v míru. Proto odmítl jeho požadavky. Manuel si byl pravděpodobně jistý nedobytností Konstantinopole; věděl, že Osmani mají silnou armádu, ale slabé loďstvo. Rozzuřený Bajezid pochopil Manuelovo odmítnutí jako vyhlášení války.
Bajezid vytáhl s velkou armádou a obsadil všechna byzantská území v Thrákii až na Konstantinopol. Manuel se v tuto kritickou chvíli pokusil získat pomoc na západě, spoléhal se hlavně na uherského krále Zikmunda Lucemburského, pro kterého byli rovněž Osmané hrozbou. Proto roku 1395 požádal západní mocnosti o pomoc. Západní mocnosti na žádost reagovaly a král Zikmund vytáhl v čele křížové výpravy proti Turkům, avšak 25. září 1396 utrpěli křižáci tvrdou porážku u Nikopole.

#### Manuelovy žádosti o pomoc ze západu

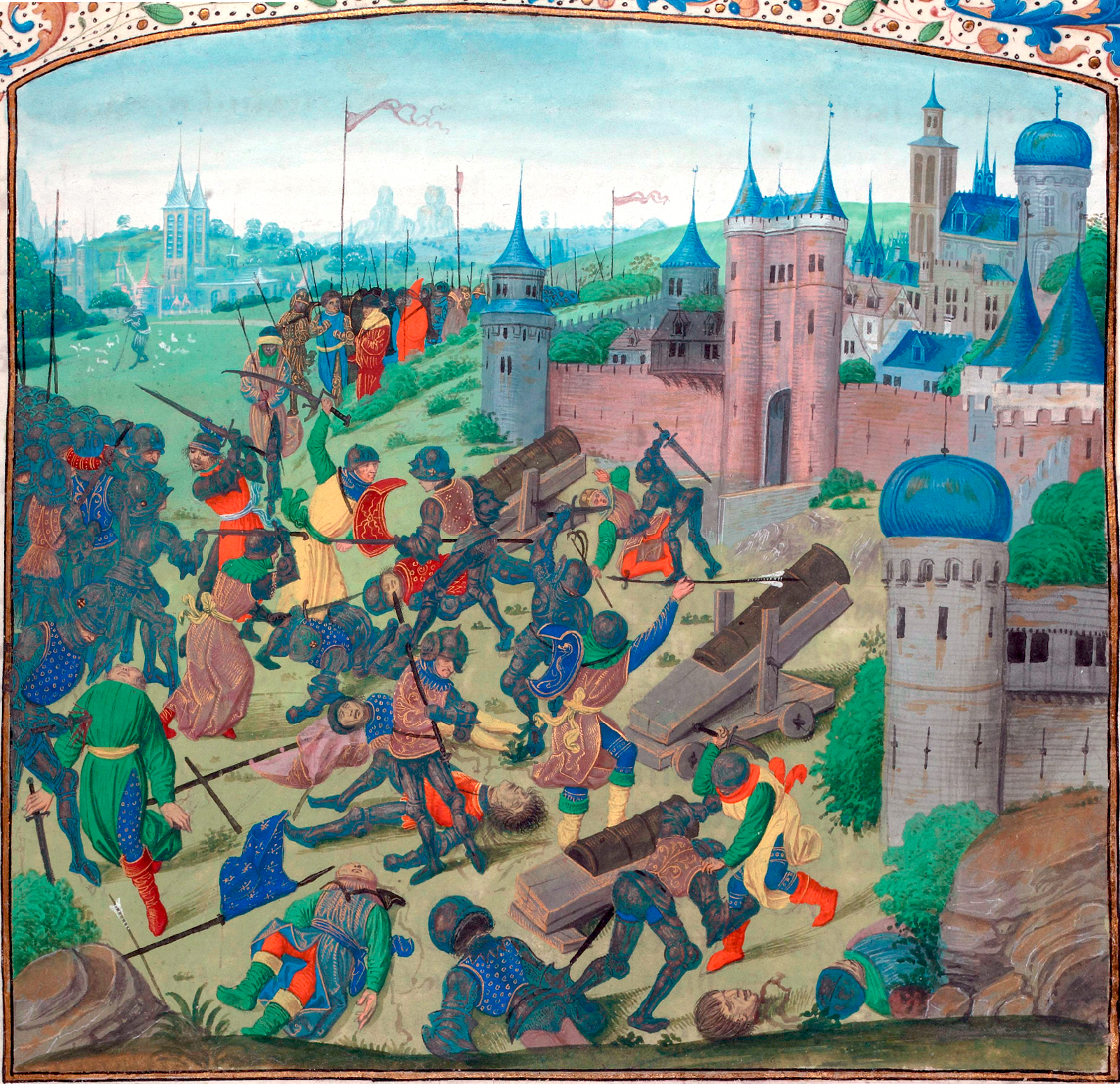
Bitva u Nikopole

Začátkem roku 1397 pak sultán začal v Malé Asii, přímo naproti Konstantinopoli, s výstavbou pevnosti Anadolu Hisar. Manuel nyní žádal s ještě větším důrazem o pomoc. V letech 1397–1398 vyslal posly do Papežského státu, Anglie, Francie i do Aragonie a velkoknížectví Moskevského. I konstantinopolský patriarcha žádal o pomoc, poslal posly do Polska a Kyjeva. Papež Bonifác IX. vydal dva listy vyzývající západní státy k nové křížové výpravě, papež také žádal, aby západní státy posílaly do Konstantinopole peníze a zásoby. Francouzský král Karel VI. poslal Konstantinopoli 12 000 franků a 1 200 vojáků, pod velením maršála Jeana le Meingre. Když Jean dorazil do Konstantinopole, zjistil, že město má málo vojáků na obsazení celých hradeb, proto navrhl císaři, aby cestoval na západ a požádal krále Karla o další vojáky, kteří by Konstantinopoli ulehčili.

#### Cesta Manuela II. na Západ

##### Cesta Manuela po Itálii, Franci a Anglii

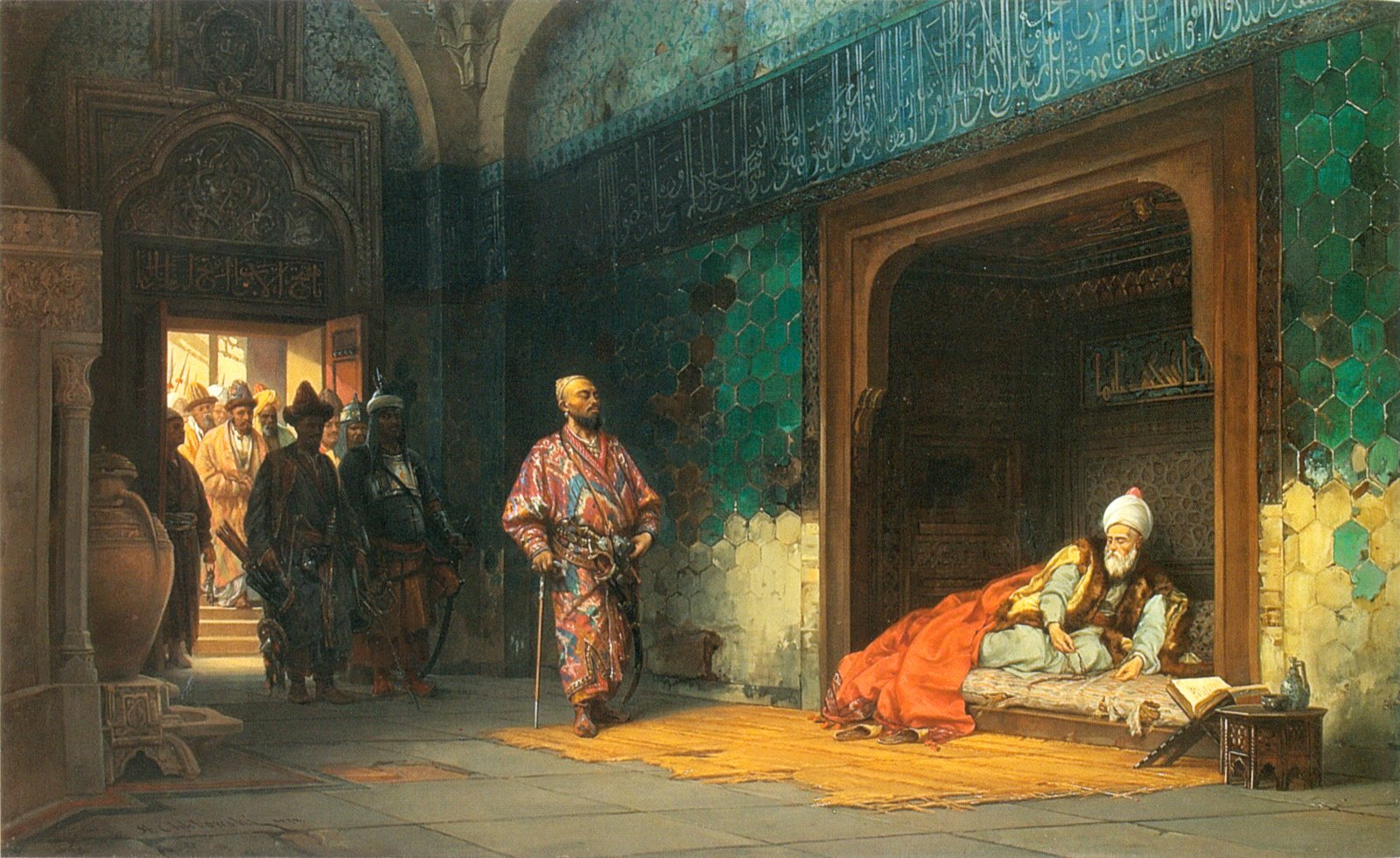
Bajezid I. jako zajatec Tamerlána

Manuel se řídil doporučením maršála a rozhodl se cestovat na západ. Správu hlavního města předal kupodivu Janu VII., který se kdysi vzbouřil proti Manuelovu otci. V dubnu roku 1400 dorazil císař do Benátek a poté cestoval po severní Itálii. Postup byl velmi pomalý, protože v každém městě lidé císaře vítali a konali oslavy na jeho počest, protože byl považován za ochránce křesťanství před Islámem. 3. června dorazil Manuel do Paříže, kde ho přijal Karel VI. se všemi poctami a dokonce dal vyzdobit celé jedno křídlo paláce Louvre, kde zůstal Manuel ubytován po celou dobu svého pobytu v Paříži. Přesto se však Karel nechtěl připojit k případné křížové výpravě.
Po návštěvě Francie se císař vydal na návštěvu anglického dvora krále Jindřicha IV. ten ho rovněž přijal s velkou úctou a sliboval mu účast na výpravě, ovšem Jindřichova pozice nebyla příliš pevná a tak nakonec dal král pro císaře konat velkolepou hostinu ve svém paláci v Elthamu, kde předal Manuelovi alespoň dar 4 000 liber, sesbíraných po kostelech, aby podpořil císařovu věc.

##### Manuelův návrat do Francie a Itálie, cesta zpět
V roce 1401 se Manuel vrátil do Paříže, kde víc než rok nadále jednal s Aragonem, Portugalskem, s papežem v Římě i se vzdoropapežem v Avignonu. Všichni vyjadřovali lítost a smutek nad osudem císařství, avšak všichni se vyhýbali nejrůznějším smlouvám, jak jen to šlo. U francouzského krále Karla VI. se navíc projevila závažná duševní choroba. Proto Manuel napsal list Benátskému dóžeti, jestli by se ujal vedení tažení a dočkal se jeho odmítnutí. V září 1402 přišli do Paříže poslové, kteří přinesli zprávu císaři, Bajezid byl poražen a zajat v bitvě u Ankary Mongoly, vedených Tamerlánem. Navíc Mongolové vyplenili téměř celou Malou Asii a v Osmanské říši vypukla občanská válka o trůn. Císař se rozhodl vydat na cestu zpět.

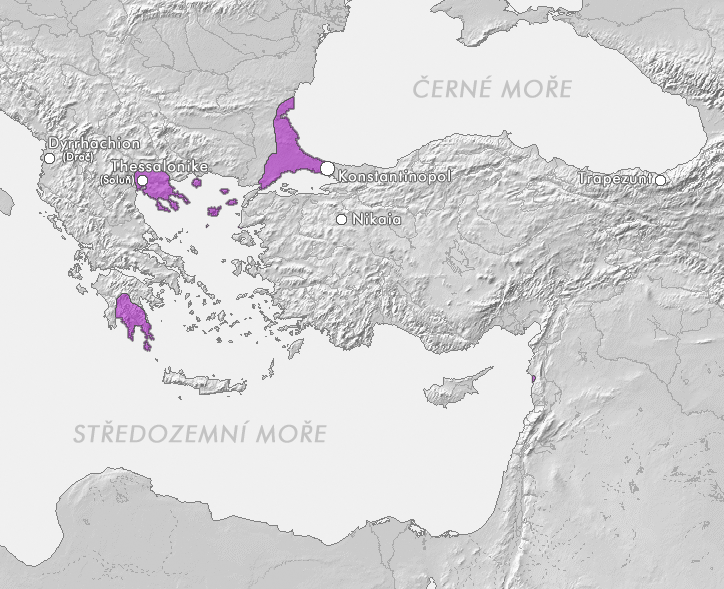
Byzantská říše roku 1403 po ústupcích Sulejmána

Manuel s návratem do Konstantinopole nepospíchal, bylo mu jasné, že Osmani jsou nyní příliš zaměstnáni vlastními problémy, než aby byli schopni ohrozit říši. Zastavil se v několika italských městech a nakonec dorazil do Benátek, kde se mu dostalo dobrého uvítání. Benátčani mu poskytli tři válečné lodě, na kterých se Manuel mohl vrátit domů.

#### Poslední velký úspěch byzantské diplomacie
V červnu roku 1403 přistál u Galiopolis, kde ho už očekával Jan VII., který zde pokorně předal moc Manuelovi a navíc měl pro něj pozitivní zprávy. V květnu jednal se Sulejmánem, nejstarším synem Bajezida a ten podepsal s Janem smlouvu, která ukončila vazalství Byzance, navíc vrátil císařství Soluň a její okolí, několik měst v Thrákii i na pobřeží Černého moře a některé ostrovy v Egejském moři. Navíc propustil všechny řecké vězně a uzavřeli dohodu, podle které museli Turci žádat o povolení k přepravě přes Bospor. To vše bylo Byzanci dáno za to, že uznala za sultána Sulejmána, vládnoucího z Adrianopole.
Tato smlouva byla Sulejmánem uzavřena proto, že si byl vědom, že aby se stal sultánem, bude potřebovat podporu Byzantské říše. Přes dobré vztahy s Osmany byl Manuel i nadále ostražitý a zůstával v kontaktu se západem, protože si nemohl být jistý, že občanská válka se bude vyvíjet ve prospěch jeho spojence. Manuel za odměnu Jana VII. odměnil držbou Soluně. Když roku 1407 zemřel Manuelův bratr Theodoros, despota Morejský, jmenoval Manuel novým despotou svého druhorozeného syna Theodora II., kterého odjel osobně na Peleponés dosadit.
V září 1408 zemřel i Jan VII., jeho syn Andronikos zemřel již před rokem. Proto dosadil císař za nového despotu v Soluni svého třetího syna Andronika. Začátkem roku 1409 se pak Manuel vrátil do Konstantinopole. Tím, že sám dosazoval do vůdčích pozic své kandidáty, chtěl opět posílit centrální moc. Začátkem roku 1411 byl sultán Sulejmán zabit a evropskou část Osmanské říše obsadil jeho bratr Musa.

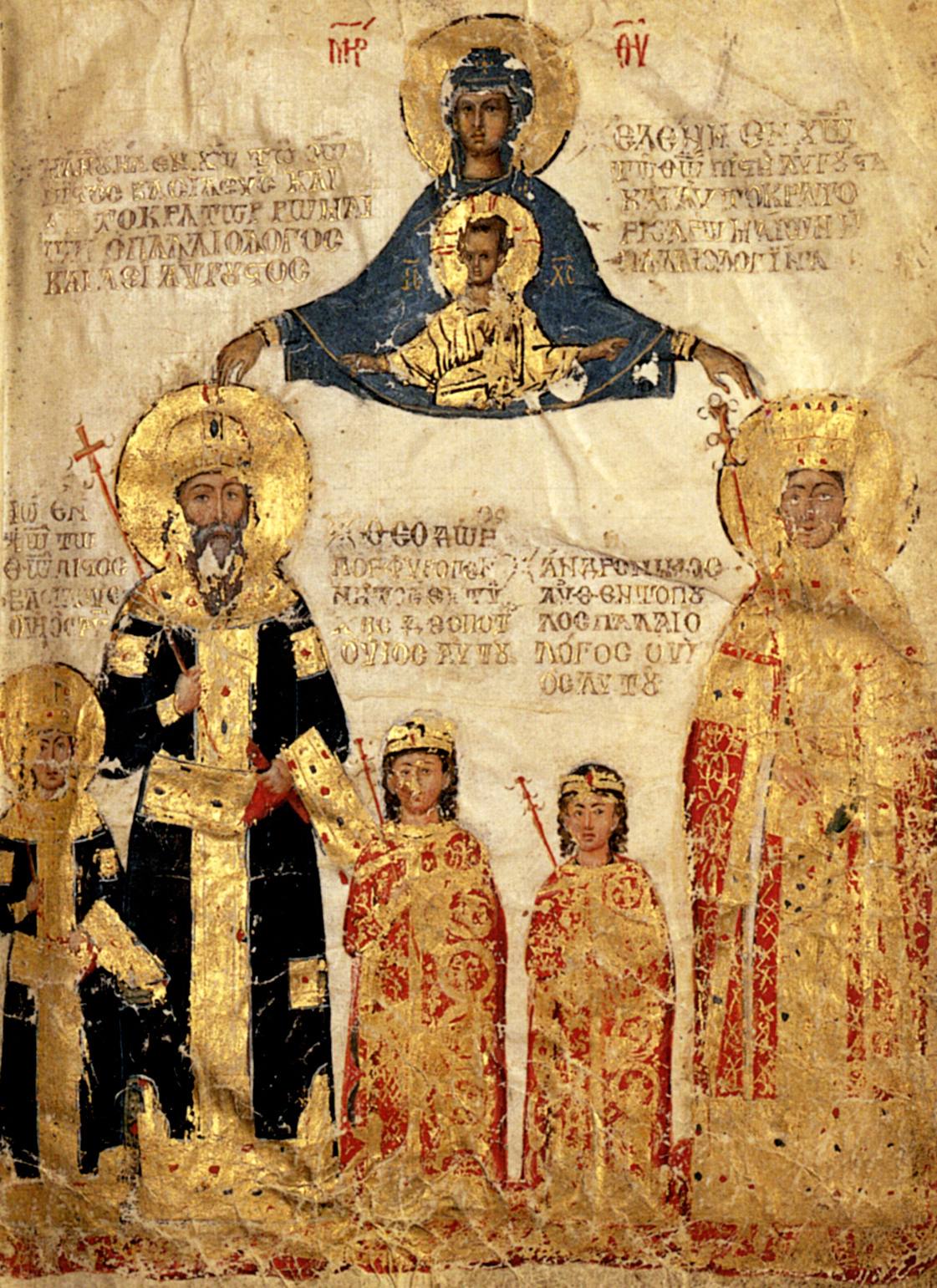
Miniatura vzniklá v letech 1403–1404, zobrazující císařskou rodinu, Manuel II. s manželkou Helenou a jejich třemi syny, zleva Jan VIII. Palaiologos, Theodoros II. Palaiologos, Andronikos Palaiologos

Musa byl na rozdíl od svého bratra k Byzanci nepřátelský a neuznával ústupky učiněné Sulejmánem. Poslal dvě armády proti říši, jedna oblehla Soluň a druhá Konstantinopol. Po cestě Turci masakrovali veškeré civilní obyvatelstvo. Musovi se však nepodařilo dobýt ani jedno z mohutně opevněných měst.
Manuel, který měl zájem se ho zbavit, zahájil jednání s dalším kandidátem na osmanský trůn, tentokrát s Mehmedem I., který se zmocnil Malé Asie. Manuel s Mehmedem zahájili jednání roku 1412 a uzavřeli spojenectví. Mehmed potvrdil ústupky dané Byzanci Sulejmánem, protože i on si uvědomil, že jen s pomocí Byzance může převzít trůn. Mehmed roku 1413 porazil Musu a okamžitě poslal posla, který sdělil tuto novinu císaři.
V Osmanské říši však problémy ani teď neskončily. V Malé Asii se objevil nový uzurpátor, tentokrát Mustafa, který tvrdil, že je starším bratrem Mehmeda. Podvodník zorganizoval armádu a byl Mehmedovi skutečnou hrozbou. Občanská válka se rozhořela nanovo, ale neměla dlouhého trvání, nakonec byl Mustafa poražen; podařilo se mu však uprchnout a s pomocí Benátčanů se dostal do Soluně k Andronikovi. Mehmed si stěžoval u císaře. Manuel si však ponechal Mustafu v zajetí, měl být doživotním vězněm v Byzanci. Tímto prozíravým tahem mohl císař v případě útoků Osmanů zpochybnit postavení sultána. Císař s Mehmedem však udržovali až do Mehmedovy smrti přátelské vztahy.

#### Léta míru

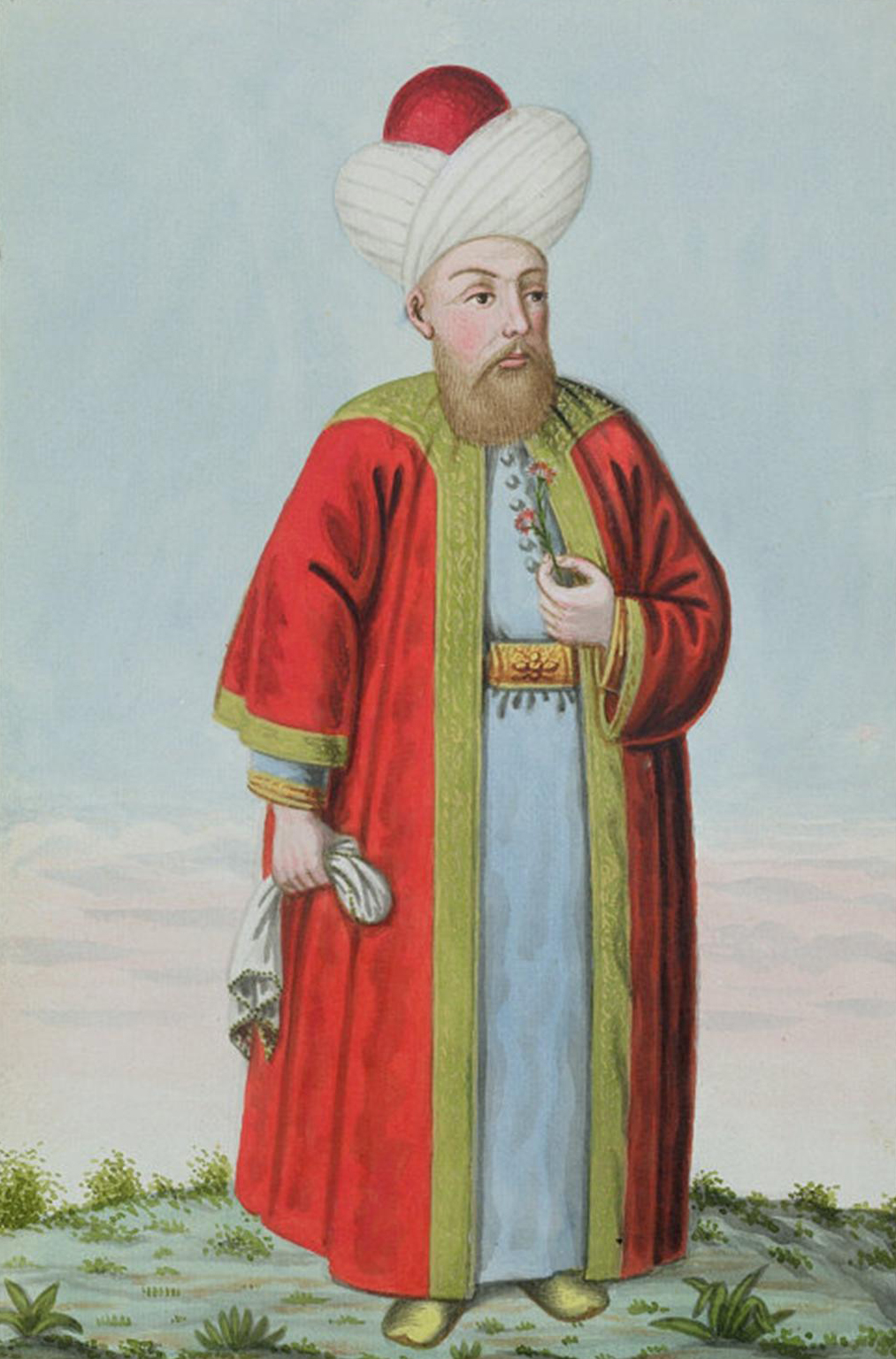
Sultán Murad II.

Byzantská říše byla konečně na čas bezpečná. Manuel nyní plánoval sňatek svého nejstaršího syna Jana s Annou Moskevskou, s dcerou velkoknížete Moskevského Vasilije. Vasilij chtěl sňatkem posílit vztahy s byzantskou říší, a tak poslal teprve jedenáctiletou dceru roku 1414 do Konstantinopole, kde se slavila svatba.
Manuel v letech 1414–1415 podnikl cesto po říšských územích, aby posílil císařskou autoritu. Z Konstantinopole vyplul v červenci 1414 a během své cesty oblehl ostrov Thasos, který padl do rukou Byzantinců v září. Poté se zastavil v Soluni, kde vládl jeho syn Andronikos. Pak odešel na Peloponés, kde rozšířil území Morejského despotátu na úkor latinských panství. Zde dohlížel na výstavbu hradby přes Korintskou šíji, tzv. Hexamilion. Hradba měla ochránit Peleponés před nájezdy Osmanů.
V březnu 1416 se Manuel vrátil do hlavního města. Situace říše nebyla nikdy tak dobrá od obnovení císařství roku 1261. Roku 1417 však v Konstantinopoli vypukla epidemie moru, která zahubila mnoho lidí včetně Anny Moskevské. Císař proto musel roku 1420 hledat nové manželky pro své syny Jana a Theodora. Janovou novou manželkou se stala Sofia z Monteferratu a Theodorovou manželkou se stala Cleofe Malatesta. Obě manželství byla oslavena 19. ledna 1421 a Jan byl korunován spolucísařem.
Po svatbě začal Jan hrát stále významnější roli v rozhodování císařského dvora, bylo to způsobeno i zhoršujícím se zdravím stárnoucího císaře. Manuel byl nucen zanedbávat mnoho ze svých povinností a nastalý směr se začal ukazovat pro říši jako nešťastný. Jan byl totiž přesvědčen (podobně jako většina mladých šlechticů), že říše potřebuje agresivní a výbojné politiky a že je nutno válčit s Osmany.
Manželství Jana a Sofie se ukázalo být katastrofou, i když císař měl svou snachu v oblibě. Jan však nebyl se Sofií nikdy šťastný, protože prý byla velmi ošklivá. Po Manuelově smrti dokonce Sofie uprchla z Konstantinopole na Janovské lodi a vstoupila do kláštera. Dne 21. května 1421 zemřel sultán Mehmed, pro Byzanc to byla zlá zpráva, protože na trůn nastoupil výbojný sultán Murad II., který na rozdíl od svého otce byl rozhodnut Byzanc zničit.

#### Obléhání Konstantinopole

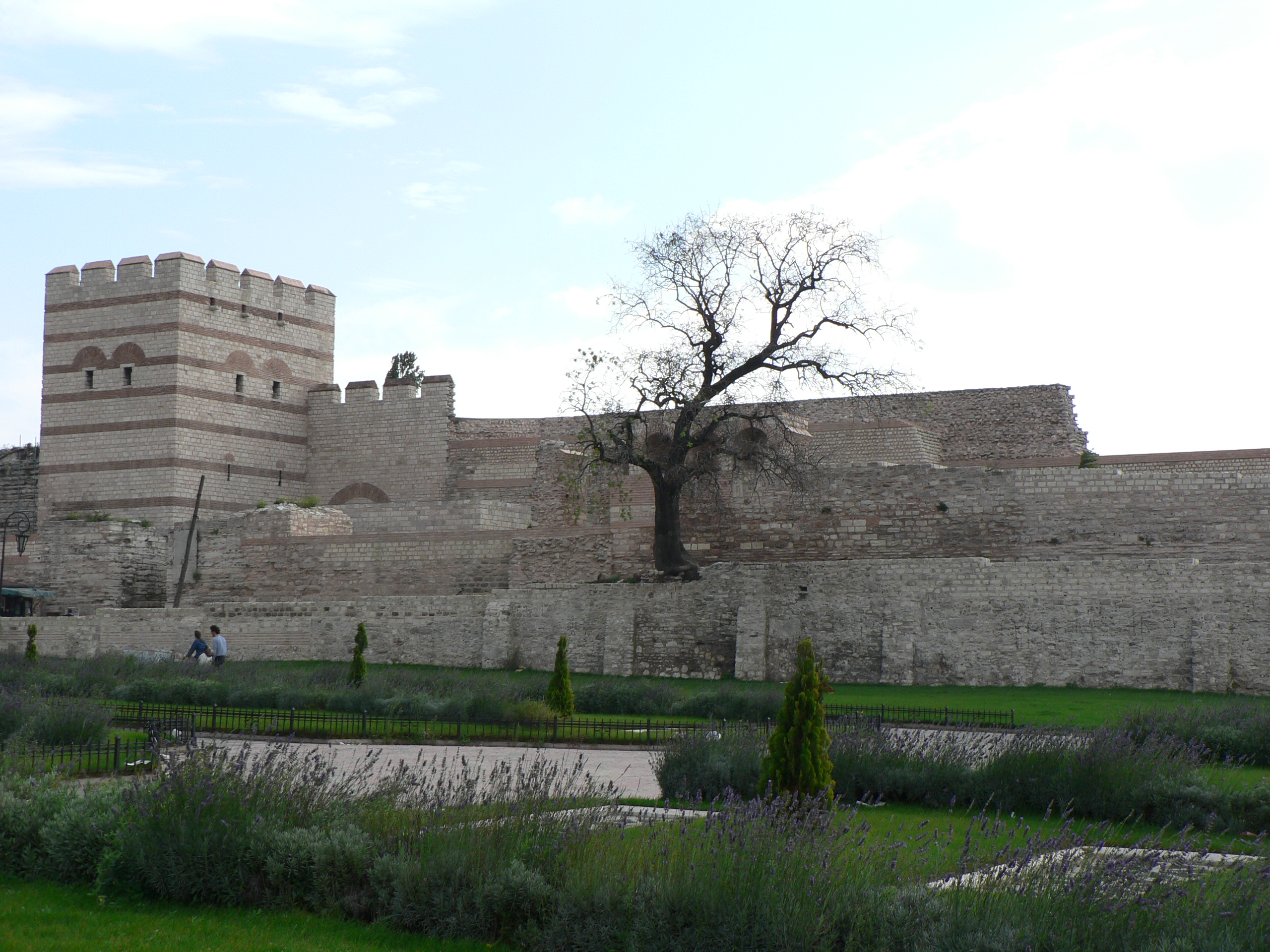
Mohutné hradby Konstantinopole

Jan s podporou mladých šlechticů, oznámil otci, že nehodlá vzít na vědomí nového sultána, místo toho podpoří jako sultána Mustafu, který byl stále v byzantském zajetí. Manuelovo smýšlení bylo zcela v rozporu s postojem jeho syna, ale byl příliš nemocný a vyčerpaný, než aby měl sílu svému synu vzdorovat. Poté mu předal plnou moc a řekl mu, ať dělá, co uzná za vhodné. Mustafa byl pak propuštěn, dostal malou armádu a záhy se zmocnil evropské části osmanské říše. V lednu 1422 pak napadl Malou Asii, ale byl poražen a musel se stáhnout zpět do Evropy. Murad však Mustafu dostihl a zabil ho, stal se tak nesporným vládcem celé Osmanské říše a byl rozhodnut zničit Byzantskou říši, která se pokusila převzít moc. Invazi naplánoval sám Murad.
Rozdělil velkou osmanskou armádu na dvě části, jedna byla poslána dobýt Soluň, zatímco ta větší vytáhla proti Konstantinopoli. Obležení Konstantinopole začalo 8. června 1422. Manuel pověřil vedením obrany svého syna Jana, protože věděl, že Jan bude bojovat s nadšením za byzantskou věc a navíc sní o obnově někdejší slávy říše. Jan držel statečně hradby a udržoval dobrou morálku vojska. 24. srpna začal velký útok Turků, protože právě na tento den předpověděl prorok pád města. Bitva na hradbách byla krvavá a pokus Turků neúspěšný. Manuel poté projevil opět diplomatický cit. Poslal teprve třináctiletého Mustafu, sultánova mladšího bratra, proti Burse. Sultán se obával o svůj trůn, a proto raději přerušil obléhání a rozhodl se zasáhnout proti Mustafovi, kterého porazil a dal ho popravit. Konstantinopolský lid jásal a lidé si mysleli, že město zachránil zázrak.

#### Definitivní ztráta Soluně

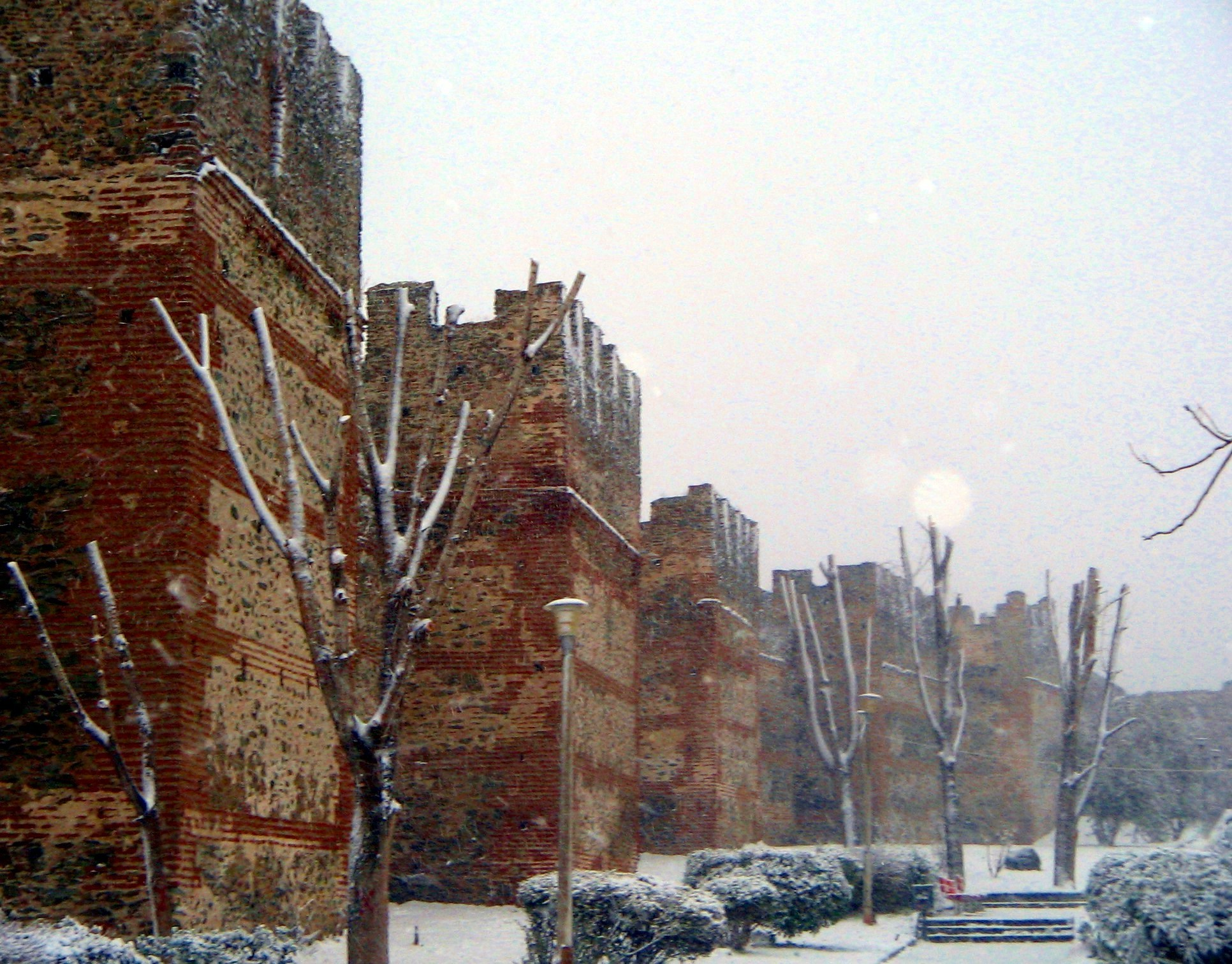
Opevnění Soluně

Ve stejné době probíhalo obléhání Soluně. Soluň byla po celou dobu byzantské historie druhým nejvýznamnějším městem říše. Jejímu udržení se přisuzovalo skoro stejné důležitosti jako udržení hlavního města. Andronikos, který bránil Soluň však byl nemocný a nemohl si udržet kontrolu nad situací. Navíc město strádalo hlady. Andronikos proto zahájil v létě 1423 diplomatická jednání s Benátskou republikou, protože se domníval, že Benátčané by mohli město bránit mnohem lépe než on. Manuel a Jan podpořili rozhodnutí Andronika. Benátčané byli ohromeni tím, že jim Byzanc nabízela předání Soluně a nakonec nabídku přijali. Soluň byla prodána za 50 000 dukátů. V září pak byly na hradbách vyvěšeny benátské vlajky a Benátčané se chopili obrany města.

#### Zhoršení zdraví a smrt

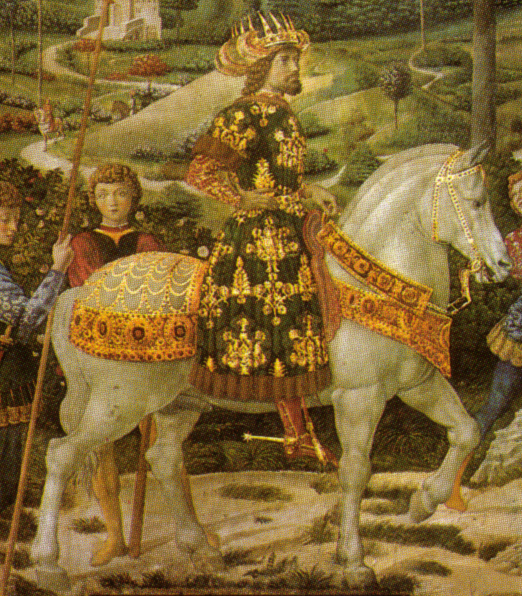
Jan VIII. Palaiologos nejstarší syn císaře na pozdějším vyobrazení Benozza Gozzoliho v paláci Medici ve Florencii

V roce 1423 se Manuelovo zdraví velmi zhoršilo. Jan se zcela chopil vlády nad říší, obával se však nového útoku na Konstantinopol a proto začal hledat zoufale pomoc v Itálii. Dne 22. února 1424 naštěstí Manuel podepsal mír s Muradem. Na západě se mezitím Janovo úsilí nedočkalo úspěchu, Italové odmítali pomoct ortodoxní Byzanci.
Historik Georgios Sphrantzes zaznamenal debatu císaře s Janem, Jan totiž svému otci řekl, že jediná záchrana pro říši je sjednocení západní a východní církve. Císař však svého syna nabádal, aby se vyhnul jakýmkoliv nesplnitelným závazkům západní církvi. Císař poté řekl Sphrantzésovi, že jeho syn je dobrým vládcem ve špatné době, myslí prý na velké věci, které posloužily ve šťastnějších dnech jejich předkům. Poté řekl, že se obává že Janovy plány přivedou říši k zániku. Krátce nato složil Manuel církevní sliby a přijal jméno Matouš. 21. července roku 1425 pak tento velký císař zemřel. Na trůn nastoupil Jan a Sphrantzes zaznamenal, že mnoho lidí oplakalo smrt velkého císaře, který by byl pravděpodobně v době, kdy byla říše na vrcholu, velkým vládcem. Žil v době, kdy Byzanc pomalu skomírala.

## Literární díla
Manuel II. byl neobyčejně vzdělaným panovníkem. Sorbonnští učenci uvítali velmi rádi panovníka, který s nimi mohl hovořit na úrovni, při Manuelově návštěvě v Paříži. Manuel sám byl autorem četných literárních děl, od dopisů přes básně, životy svatých, teologické spisy až po rétoriku, napsal i pojednání o 157 kapitolách o Duchu Svatém. Také napsal malou knížku pro své turecké přátele, kde srovnával křesťanství s islámem.

## Rodina
Manuel byl ženatý s Helenou Srbskou s níž měl deset dětí, osm synů a dvě dcery
- Jan VIII. Palaiologos (1392–1448), předposlední byzantský císař v letech 1425–1448
- Konstantin Palaiologos, zemřel na mor mezi lety 1398–1399
- Michael Palaiologos, zemřel na mor mezi lety 1398–1399
- Dvě dcery, které zemřely na mor mezi lety 1398–1399
- Theodoros II. Palaiologos (1396–1448), morejský despota
- Andronikos Palaiologos (1400–1429), soluňský despota
- Konstantin XI. Dragases (1405–1453), poslední byzantský císař v letech 1448–1453
- Demetrios Palaiologos (1407–1470), morejský despota
- Thoma Palaiologos (1409–1465), despota morejský a titulární byzantský císař